# Mabea piriri
Mabea piriri là một loài thực vật có hoa trong họ Đại kích. Loài này được Aubl. mô tả khoa học đầu tiên năm 1775.